# Nieuport 28
El Nieuport 28 (N.28C-1) fue un avión de caza biplano diseñado por Gustave Delage y construido por la compañía Société Anonyme des Etablissements Nieuport , que fue operado durante la Primera Guerra Mundial por el Ejército del Aire Francés. Este aparato obtuvo su fama al ser el primer avión en entrar en servicio en un escuadrón de caza estadounidense.

## Diseño y desarrollo
A mediados de 1917 se hizo evidente que el Nieuport 17 era incapaz de enfrentarse a los últimos cazas alemanes, y los aparatos desarrollados directamente del Nieuport 17, como el Nieuport 24, eran incapaces de ofrecer un rendimiento mejorado. De hecho, los Nieuport empezaban a ser reemplazados por los SPAD S.VII, en el Ejército del Aire Francés.
El diseño del Nieuport 28 fue un intento de adaptar el concepto de caza de motor rotativo, de construcción ligera y altamente maniobrable tipificado por el Nieuport 17, a un concepto más acorde con la situación. Fue diseñado para transportar un armamento actualizado de dos ametralladoras gemelas, sincronizadas con la hélice, un motor más potente y una nueva estructura alar, diferente a la de los anteriores modelos de Nieuport y con los alerones sólo en las alas inferiores. El diseño de la cola era muy semejante al del Nieuport 27, pero el fuselaje era más esbelto, de hecho era tan estrecho que los montajes de las ametralladoras se salían por la izquierda del fuselaje.

## Operadores
Argentina2 aparatos
 Estados Unidos
- Servicio Aéreo del Ejército de los Estados Unidos. 297 aparatos.

 Francia
- Aeronáutica Militar Francesa

 Grecia
 Guatemala1 aparato
 Suiza15 aparatos

## Historia operacional

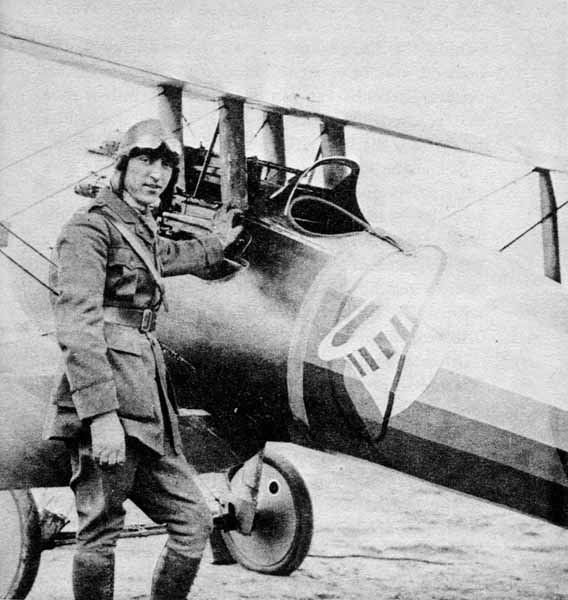
El capitán Eddie Rickenbacker con su Nieuport 28.

A principios de 1918, cuando la primera producción del Nieuport 28 estaba preparada, el modelo ya estaba anticuado desde el punto de vista de los franceses. El SPAD S.XIII era un aparato superior en muchos aspectos, y en cualquier caso, se estableció firmemente como el caza francés estándar de la época.
Por otra parte, el Servicio Aéreo del Ejército de los Estados Unidos (United States Army Air Service) estaba desesperadamente escaso de cazas para equipar su proyecto llamado «escuadrones de cazas de persecución». El SPAD no estaba disponible inicialmente dada la escasez de motores Hispano-Suiza, y el Nieuport fue ofrecido (y aceptado) a la AEF - American Expeditionary Force (Fuerza Espedicionaria Estadounidense), como una alternativa provisional. Un total de 297 Nieuport 28 fueron adquiridos por los norteamericanos, y fueron usados para equipar a los que fueron los primeros escuadrones de cazas norteamericanos, en marzo de 1918. En total, fueron cuatro los «escuadrones de persecución» (pursuit squadrons) de la AEF que usaron los Nieuport 28 operacionalmente; los 27.º, 94.º, 95.º y 103.º escuadrones aéreos.

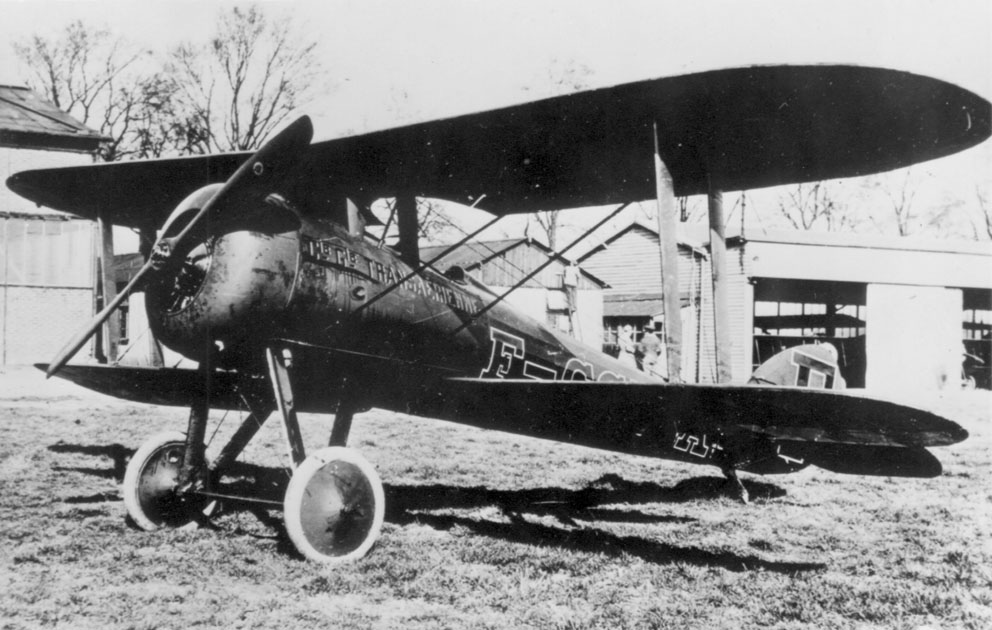
Un Nieuport 28 C.1 en servicio civil de correo aéreo, tras la guerra.

El 14 de abril de 1918, la segunda patrulla armada de una unidad de cazas de la AEF  obtuvo dos victorias cuando los tenientes Alan Winslow y Douglas Campbell (el primer «as» estadounidense), del 94.º escuadrón aéreo, derribaron, cada uno, un aparato enemigo. Muchos de los conocidos pilotos de caza estadounidenses de la Primera Guerra Mundial, incluyendo a Quentin Roosevelt, hijo del presidente de los Estados Unidos Theodore Roosevelt, y al «as» estadounidense con 26 derribos, capitán Eddie Rickenbacker, iniciaron sus carreras operacionales a bordo del Nieuport 28.
En conjunto, este aparato no fue un éxito. Aunque muy maniobrable y fácil de volar, su rendimiento resultó mediocre y su motor poco fiable, además de tener serios problemas con la estructura de las alas. Si bien rápidamente se encontró una solución para estos problemas, todos los Nieuport 28 operacionales en servicio norteamericano fueron reemplazados por aparatos SPAD, tan pronto como estos últimos empezaron a estar disponibles. Este proceso de cambio se completó a finales de julio de 1918.
Tras el fin de la guerra, algunos Nieuport 28 cruzaron el Atlántico con las fuerzas americanas que retornaban, de los cuales, un pequeño número se suministrarían a las fuerzas aéreas de países extranjeros (Argentina, Guatemala). Asimismo, Suiza obtuvo 15 Nieuport 28, y Grecia también recibió un pequeño número de estos aparatos.

## Especificaciones

### Características generales
- Tripulación: 1
- Longitud: 7,8 m
- Envergadura: 8,1 m
- Altura: 2,5 m
- Superficie alar: 15,8 m²
- Peso vacío: 475 kg
- Peso cargado: 560 kg
- Planta motriz: 1× Rotativo Gnome 9-N.
  - Potencia: 160 CV

### Rendimiento
- Velocidad máxima operativa (Vno): 184 km/h (122 nudos)
- Alcance: 349 km (180 millas)
- Techo de vuelo: 5300 m (17390 pies)
- Régimen de ascenso: 11,5 min a 3000 m (9840 pies)
- Carga alar: 37,9 kg/m²

### Armamento
- Ametralladoras: 2× Vickers de 303 pulgadas

### Aeronaves similares
- Albatros D.V
- Nieuport 24
- Sopwith Camel
- SPAD S.XIII

### Listas relacionadas
- Anexo:Cazas de la Primera Guerra Mundial
- Anexo:Biplanos